# Central High School
La Central High School è una scuola superiore pubblica di Filadelfia.  È la seconda più antica scuola pubblica negli Stati Uniti, ma è la ventisettesima più antica se si considerano anche le scuole private. È una magnet school, i cui corsi durano quattro anni e sono finalizzati a preparare allievi che frequenteranno l'università.
Gli allievi sono circa 2 400. La Central rientra fra le migliori scuole della città e della Pennsylvania. È considerata anche una delle migliori scuole pubbliche degli Stati Uniti. Per essere ammessi alla scuola bisogna aver conseguito un ottimo voto di diploma.
La Central High School è l'unica scuola superiore degli Stati Uniti che abbia il potere di conferire titoli accademici ai suoi diplomati. Questo privilegio è tuttora valido e i diplomati che ne hanno i requisiti ricevono il titolo di Bachelor of Arts.

## Storia

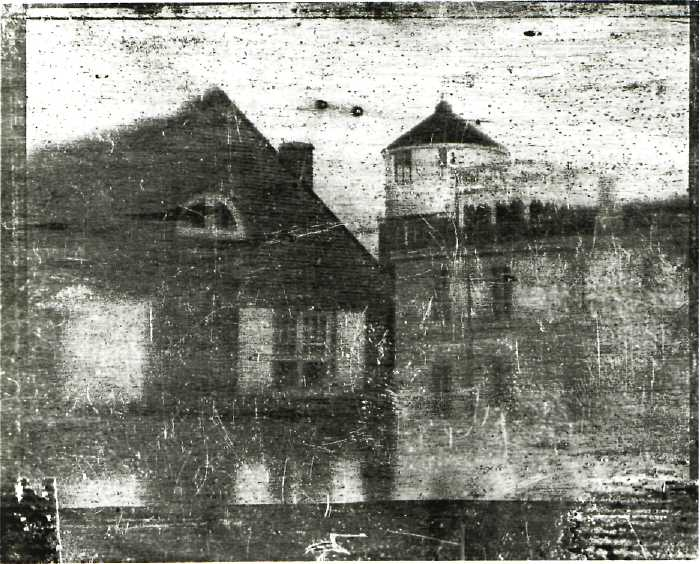
Il dagherrotipo della scuola del 1839 è la più antica fotografia nota scattata negli Stati Uniti

La Central High School di Filadelfia venne fondata nel 1836 come "crowning glory" del sistema scolastico pubblico della Pennsylvania. Poiché i cittadini erano riluttanti ad accettare la necessità di una high school, il programma scolastico fu accuratamente e pubblicamente elaborato per venire incontro ai bisogni dei contribuenti. I fondatori della scuola evitarono perciò di imitare i programmi dei collegi privati dell'epoca, in cui lo studio delle lingue e letterature classiche era il centro dell'educazione.
La Central High School fu autorizzata dal parlamento della Pennsylvania il 13 giugno 1836. nello stesso anno fu acquistato il terreno su Juniper Street e il 19 settembre 1837 fu posta la prima pietra. La scuola fu aperta il 26 ottobre 1838, con quattro professori e sessantatré studenti.
Una successiva legge dello Stato, approvata il 9 aprile 1849, stabilì che i provveditori alle scuole pubbliche del primo distretto scolastico della Pennsylvania avevano il potere di conferire titoli accademici delle arti ai diplomati della Central High School.
Nel settembre 1854 la scuola si trasferì in una nuova sede, all'angolo fra Broad Street e Green Street. Nel settembre 1900 avvenne un ulteriore trasloco, in un edificio più grande e moderno fra Broad Street, Green Street, Fifteenth Street, e Brandywine Street. Infine, nel 1939, la Central si trasferì nell'attuale sede sulle Ogontz e Olney Avenues. L'edificio precedente è diventato la sede della Benjamin Franklin High School.
Dopo 139 anni come scuola maschile, l'esclusione delle ragazze fu contestata da Susan Vorchheimer nel 1975. Il caso arrivò fino alla Corte suprema degli Stati Uniti che nel 1977 confermò l'esclusione delle studentesse.
Nel 1983 il caso fu riproposto e il provveditorato agli studi decise di non fare più appello, perciò nel settembre dello stesso anno le prime ragazze entrarono nella scuola.
Nel 1987 e di nuovo nel 2011 la Central High School fu dichiarata scuola secondaria di eccellenza nazionale dal Dipartimento dell'istruzione degli Stati Uniti d'America.

## Note

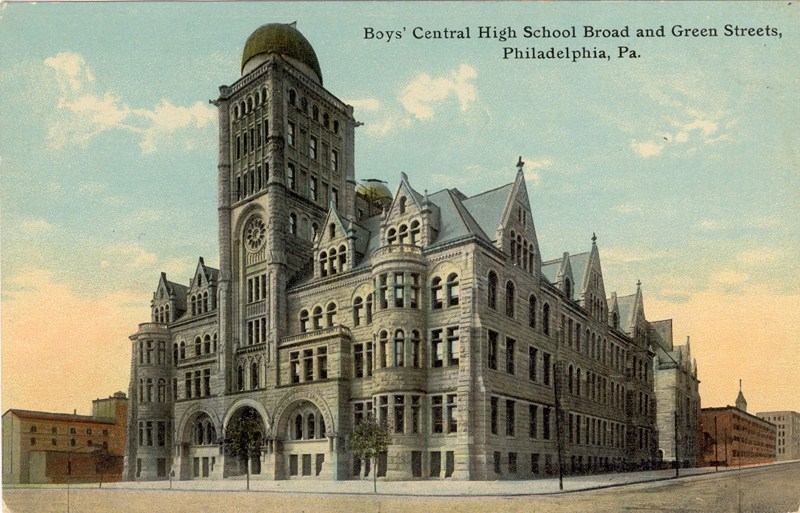
La terza sede della scuola, nel 1904